# Кривая Лука (Самарская область)
Кривая Лука — село в Кинельском районе Самарской области в составе сельского поселения Богдановка.

## География
Находится на правом берегу реки Большой Кинель на расстоянии примерно 13 километров по прямой на востоко-северо-восток от районного центра города Кинель.

## История
Основано в 1731 году. Первое название — Криволуцкая слобода, позднее стало Покровской слободой. Сюда были переведены служилые чуваши из Казанской губернии, частично слобожане старой Закамской черты. В 1859 году село состояло из 215 дворов с 1498 жителями. В 1859 году русские составляли 75,2 % населения, мордва 13,9 %, в 1897 г. — русские 83,2 %, мордва — 5,6 %, в 1900 году — 344 дома, всего 1867 жителей. В 1925 году дворов было 200 и всего 823 жителя

## Население
Постоянное население составляло 150 человек (русские 73 %) в 2002 году, 185 в 2010 году.